# Metabemisia
Metabemisia is een geslacht van halfvleugeligen (Hemiptera) uit de familie witte vliegen (Aleyrodidae), onderfamilie Aleyrodinae.
De wetenschappelijke naam van dit geslacht is voor het eerst geldig gepubliceerd door Takahashi in 1963. De typesoort is Metabemisia distylii.

## Soorten
Metabemisia omvat de volgende soorten:
- Metabemisia distylii Takahashi, 1963
- Metabemisia filicis Mound, 1967
- Metabemisia palawana (Martin in Martin & Camus, 2001)